# أحوال مصرية (مجلة)
مجلة أحوال مصرية هي مجلة فكرية تعنى بالشئون المصرية من خلال البحث والدراسة واستطلاعات الرأي العام والمقترحات والأفكار من منظور السياسية العامة، وتستهدف المجلة تشجيع البحث في مجالات السياسية العامة كافة، مثل السياسات التعليمية والصحية والحضرية والثقافية والاجتماعية والتكنولوجية، وربط العلماء والمشتغلين بالبحوث والدراسات الخاصة بمصر، وحفز المشاركة في اقتراح إصلاحات جوهرية وتنمية أسلوب صنع القرار على كافة المستويات وصياغة مشروع جديد للنهوض الوطني في مصر. تصدر هذه المجلة من مركز الدراسات السياسية والإستراتيجية بصحيفة الأهرام المصرية والمجلة تصدر بشكل ربع سنوي منذ العام 1998، رؤساء تحريرها محمد السيد السعيد (1998-2003) ثم بعد ذلك مجدي صبحي (2004-).ثم تولى رئاسة التحرير الدكتور أيمن عبد الوهاب الخبير بمركز الدراسات السياسية والاستراتيجية بالأهرام بعد توقف المجلة لمدة عامين، وعادت مجلة أحوال مصرية للصدور..في ثوب جديد بعد ثورتى 25 يناير و30 يونيه لتلقى النظر على الأحوال المصرية والتغيرات بعد ثورتين عظميين وتأثيرهما على مجريات الأمور في مصر.

## وصلات خارجية
- موقع مجلة أحوال مصرية